# Coen Graaff
Coenraad Nicolaas (Coen) Graaff (Den Helder, 5 augustus 1922 - Groningen, 23 april 1990) was een Nederlands verzetsman, predikant en pionier op het terrein van het maatschappelijk opbouwwerk.

## Biografie
Graaff, zoon van een winkelier in herenkleding, studeerde theologie aan de Universiteit van Utrecht, geschiedenis en filosofie aan de Sorbonne te Parijs en geschiedenis van de theologie aan de Universiteit van Amsterdam.
Tijdens de Tweede Wereldoorlog was hij actief in het verzet in Hippolytushoef, onder meer bij het verbergen en transporteren van wapens. Hij werd door de Duitsers gearresteerd en door hen enkele weken in kamp Amersfoort opgeborgen. 
Na het behalen van zijn kandidaatsexamen theologie in 1946 werd hij internaatsleider voor astmatische kinderen in Montreux. In die jaren kreeg hij contact met de oecumenische beweging en gestimuleerd door dr. W. Visser ‘t Hooft ging hij in Parijs studeren. Na in 1950 het kerkelijk examen in Groningen te hebben behaald werd hij jeugdpredikant in Antwerpen en gaf daar les aan middelbare scholen. Ook gaf hij colleges aan de protestantse faculteit in België. Hij keerde in 1956 terug naar Nederland en werd daar directeur van de landelijke organisatie voor buurt- en buurthuiswerk (de NBV). Naast dit werk bleef hij regelmatig preekbeurten houden. In 1961 kwam hij als stafdocent in dienst van de sociale academie (ASCA) van Groningen. Van 1969 tot 1983 was hij directeur van de Groninger Stichting voor Sociaal en Cultureel Werk, het provinciaal opbouworgaan van de provincie Groningen. Vanaf 1957 publiceerde hij een reeks van artikelen over de samenlevingsopbouw, zowel in Nederlandse, Franse en Europese vaktijdschriften. De internationale ontwikkelingen op het terrein van de samenlevingsopbouw werden door Graaff in een vroegtijdig stadium vertaald naar de Nederlandse situatie. Zo bracht hij het werk van Saul Alinsky (the father of community organizing) onder de aandacht in Europa. In Perspectieven rond het opbouwwerk (1973) ging hij uitgebreid in op de dissertatie (1972) van Bram Peper Vorming van welzijnsbeleid, waarin de rol van het opbouwwerk kritisch werd belicht. In 1978 behaalde hij zijn doctoraal examen in de filosofie.
Bij zijn afscheid in 1983 als directeur van het provinciaal opbouworgaan werd Graaff benoemd tot officier in de Orde van Oranje-Nassau.